# Mount Starr King (Californië)
Mount Starr King is een granietkoepel in Yosemite National Park, in het Sierra Nevada-gebergte in de Amerikaanse staat Californië. De berg bestaat eigenlijk uit drie koepels die van noord naar zuid lopen en waarvan de noordelijke de hoogste is. De top steekt 2.772 meter boven het zeeniveau uit en heeft een topografische prominentie van 308 meter. In tegenstelling tot bekendere granietkoepels als Half Dome ligt Mount Starr King niet aan de steile randen van de toeristische Yosemite Valley. Mount Starr King bevindt zich ten zuidoosten van Glacier Point en ten zuiden van Half Dome en de Little Yosemite Valley. Ze wordt van het Illilouette Ridge in het westen gescheiden door de Illilouette Creek.
Mount Starr King werd naar de unitaristische predikant Thomas Starr King (1824-1864) vernoemd. King was in 1860 een van de eerste die de negatieve gevolgen van de groeiende economische activiteit op de regio van Yosemite vaststelde. King deed toen een oproep om van Yosemite een openbaar park te maken. Zijn brieven, uitgebracht in 1860 en 1861, werden gelezen en becommentarieerd door prominente intellectuelen en wisten onder andere Frederick Law Olmsted te overtuigen om Yosemite te bezoeken en zich daarna voor haar bescherming in te zetten.
De berg beklimmen is moeilijk en vereist veel vaardigheid en het goede materiaal.